# Tilleul de Conjoux
Le tilleul de Conjoux, qui se trouve à Conjoux dans la commune belge de Ciney, est le deuxième plus gros tilleul de Belgique (Tilia platyphyllos).
Cet arbre planté entre 1590 et 1610 au croisement des routes nationales 919 et 982, au lieu-dit la Baraque de Conjoux. En 2014 il mesure 24,4 m de hauteur pour 8,81 m de circonférence à 1,30 m du sol.